# Score di Silverman e Andersen
Lo score di Silverman e Andersen prende il nome da William Silverman e Dorothy Andersen, pediatri statunitensi che lo idearono nel 1956 per la valutazione clinica del neonato affetto da sindrome da distress respiratorio (o malattia da membrane ialine polmonari).
Lo score di Silverman e Andersen si basa su cinque parametri di base ai quali si dà un punteggio da zero a due. Il valore massimo dell'indice è quindi 10.
| Score di Silverman e Andersen per la valutazione del distress respiratorio nel neonato | Score di Silverman e Andersen per la valutazione del distress respiratorio nel neonato | Score di Silverman e Andersen per la valutazione del distress respiratorio nel neonato | Score di Silverman e Andersen per la valutazione del distress respiratorio nel neonato |
| -------------------------------------------------------------------------------------- | -------------------------------------------------------------------------------------- | -------------------------------------------------------------------------------------- | -------------------------------------------------------------------------------------- |
| Parametro                                                                              | 0 punti                                                                                | 1 punto                                                                                | 2 punti                                                                                |
| Movimenti toraco-addominali                                                            | sincroni                                                                               | torace immobile                                                                        | dissociati                                                                             |
| Retrazioni intercostali                                                                | assenti                                                                                | appena visibili                                                                        | marcate                                                                                |
| Retrazione xifoidea                                                                    | assente                                                                                | appena visibile                                                                        | marcata                                                                                |
| Alitamento delle pinne nasali                                                          | assente                                                                                | appena visibile                                                                        | marcato                                                                                |
| Gemito espiratorio                                                                     | assente                                                                                | udibile con fonendoscopio                                                              | udibile con le orecchie                                                                |

## Curiosità
Virginia Apgar ha collaborato alla realizzazione di questo score.